# 5 Gyres
El Instituto 5 Giros o 5 Gyres es una organización sin ánimo de lucro 501(c)(3) que se enfoca en reducir la contaminación por plásticos centrándose en investigación primaria. Los programas se concentran en ciencia, educación y aventura (expediciones de investigación para ciudadanos-científicos). Desde 2017, 5 Giros ha tenido un estado consultivo especial con el Consejo Económico y Social de las Naciones Unidas. La expedición de 2015 de la organización fue presentada en el documental de 2017 Smog del Mar producido por Jack Johnson, quién participó en el viaje.

## Historia
5 Giros fue fundado por Anna Cummins y Marcus Eriksen en 2009. Eriksen y Cummins han sido oradores en universidades y en historias noticiosas. A Anna Cummins también le fue otorgado el Premio Golden Goody, durante una reunión de la Primera Asamblea Especial Anual del capítulo de Los Ángeles del USNC para MUJERES de la ONU. Antes de fundar 5 Giros, Cummins y Eriksen habían trabajado en la Fundación de Investigación Marina Algalita, con el fundador Charles J. Moore, quién es actualmente consejero científico  para 5 Giros.
Hasta el 2016, la organización es dirigida por Rachel Lincoln Sarnoff;  fue la Directora Ejecutiva de Healthy Child Healthy World, la cual es ahora un programa del Grupo de Trabajo Medioambiental.
5 Giros era una de las dos organizaciones que envió expediciones a investigar la Gran mancha de basura del Pacífico. 5 Giros presentó sus resultados en el Acuario del Pacífico y fue citado como fuente para estimar la medida de los giros. 5 Giros explicó sus actividades en una emisión radiofónica en el Acuario Nacional, fue presentado en el sitio web Acuario de los Dos Océanos, y preparó consejos sobre cómo para reducir el consumo de plástico. 5 Giros también trabajó con la artista medioambiental Marina DeBris en utilizar trashion para ayudar crear conciencia sobre la basura del océano.
5 Giros fue la primera organización en investigar la contaminación por plástico en los cinco principales giros subtropicales y el primero en determinar cuánto plástico está en la superficie de los océanos del mundo: casi 270,000 toneladas métricas y 5.25 billones de piezas. Publicaron esta investigación como la Estimación Global de Contaminación por Plástico en 2014, la cual se actualizó otra vez en 2018. Históricamente, el grupo ha presentado exposiciones ambulantes, incluyendo paradas en universidades y discusiones educativas; en 2016 sus presentaciones de educación lograron 3.000 estudiantes a través del programa "Cada Niño en un Parque".

## Acciones
En 2012, 5 Giros fue el primero en descubrir que microperlas plásticas (generalmente encontradas en productos de cuidado personal como el dentífrico o jabones exfoliantes) contaminaban nuestras vías acuáticas. 5 Giros utilizó ese estudio para ayudar a armar una coalición que convenció a compañías como Procter & Gamble, Johnson & Johnson y L'Oreal a eliminar gradualmente las microperlas plásticas. Después de sólo dos años, la campaña creció a un movimiento nacional, culminando en una victoria enorme cuando el Presidente Obama firmó el Microbead-Free Waters Act como ley a finales de 2015.
Esta victoria subraya el modelo de 5 Giros de utilizar ciencia para conducir soluciones, e informar la forma de crear conciencia sobre la contaminación por poliestireno y Styrofoam a través de su campaña de acción #foamfree del 2017, la cual:
- Anima un compromiso de rechazar productos de un solo uso de poliestireno y espuma de poliestireno expandido (mejor conocido como Styrofoam).
- Conecta visitantes con prohibiciones locales (o los recursos para empezar una).
- Les da la capacidad a tuitear, enviar correos o llamar a sus representantes para obtener apoyo.
- Comisionó el primer estudio para evaluar la toxicidad del plástico poliestireno duro.

Con más de 100 comunidades en California recientemente creando prohibiciones al poliestireno, y una prohibición a nivel estatal en la papeleta para 2018, 5 Giros ve el poliestireno como una extensión natural del impulso que empezó con las microperlas.